# Café A Brasileira (Lissabon)

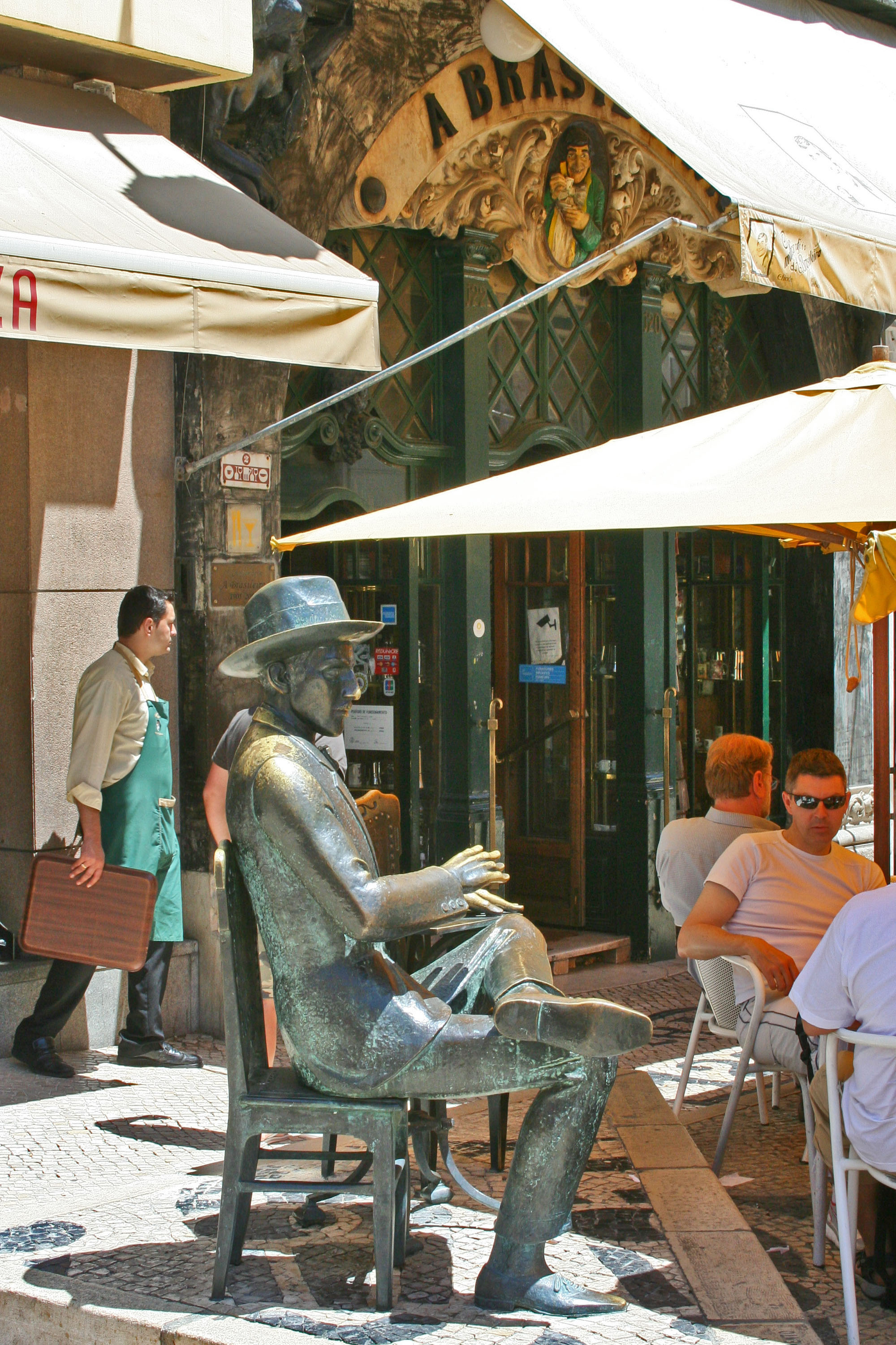
Statue Fernando Pessoas vor dem Brasileira

Das Café A Brasileira ist ein Café in der portugiesischen Hauptstadt Lissabon aus der Spätzeit der Belle Époque. Es befindet sich in der Hausnummer 120 der bekannten Rua Garrett, im Chiado-Viertel und gilt als Geburtsort der Bica, der typisch portugiesischen Variante des Espressos.

## Geschichte
Der aus dem nordportugiesischen Alvarenga stammende und in Porto arbeitende Apotheker Adriano Soares Teles do Vale, Großvater des Filmschaffenden Luís Galvão Teles, war bereits als junger Mann nach Brasilien ausgewandert, wo er Ende des 19. Jahrhunderts als Händler und Kaffeeproduzent zu Reichtum gekommen war. Als seine Frau erkrankte, kehrte er 1903 mit ihr nach Porto zurück, wo sie etwas später starb. Hier wandte er sich der Schaffung von Verkaufspunkten für seinen brasilianischen Kaffee zu, die er Casa Brazileira oder A Brazileira nannte.

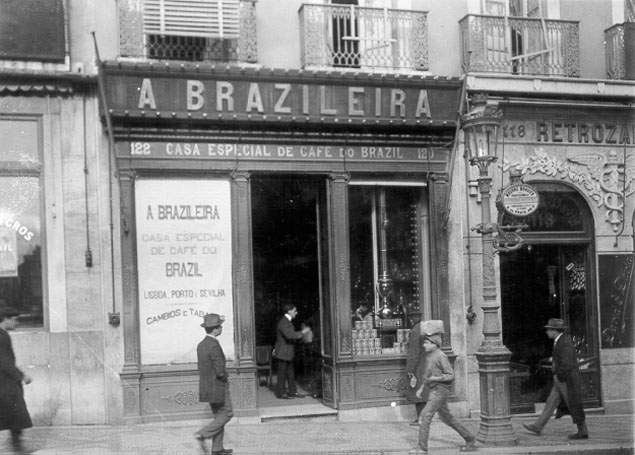
Das Café A Brazileira (damals noch mit z) im Jahr 1911 (Foto von Joshua Benoliel)

Seine erste Verkaufsstelle eröffnete Teles 1903 in Porto, 1905 folgte Lissabon (eine im Chiado-Viertel und eine am Rossio), weitere Niederlassungen eröffnete er in Coimbra, Braga, Aveiro und im spanischen Sevilla.
Um den Verkauf des noch relativ wenig verbreiteten Kaffees zu beflügeln, gab er neben einer Kundenzeitschrift vor allem eine Tasse frisch gebrühten Espressos gratis an Käufer aus. Mit zunehmender Beliebtheit seines, heute als Bica überall im Land verbreiteten Kaffees, baute er seine Brasileira-Verkaufsstellen zu Kaffeehäusern unter dem einheitlichen Namen Café A Brasileira aus, so auch 1908 seine Chiado-Verkaufsstelle, das heute bekannte Café A Brasileira in der Rua Garrett.
Das Café im Chiado wurde zunehmend Anlaufpunkt der Intellektuellen, die in den umliegenden Verlagen, Redaktionen und Buchhandlungen arbeiteten und verkehrten, insbesondere seit dem Aufschwung des geistigen Lebens im Zusammenhang mit der entstehenden Ersten Portugiesischen Republik (Ausrufung am 5. Oktober 1910 in Porto). So erhielt das Café einige Werke von hier verkehrenden Künstlern wie Almada Negreiros oder Stuart Carvalhais, als es 1922/23 renoviert wurde. Zu den Stammgästen gehörte, neben einer Reihe anderer Schriftsteller aus dem Orpheu-Umfeld, auch Fernando Pessoa, an den eine von Lagoa Henriques geschaffene Bronzestatue vor dem Café erinnert, die zu seinem 100. Geburtstag 1988 eingeweiht wurde.
Ab 1969 wurden eine Reihe Kunstwerke verkauft und hängen heute teilweise in portugiesischen Museen. 1971 wurde das Café renoviert und erhielt Kunstwerke zeitgenössischer Maler, um die früheren Werke zu ersetzen. 1993 erfolgte eine erneute, umfassende Restaurierung des Cafés.
Seit 1997 steht das Café A Brasileira, wie der gesamte Abschnitt der Rua Garrett Nummer 102 bis 122, unter Denkmalschutz.
Das Café gilt heute als eine Touristenattraktion der Stadt, insbesondere die bekannte Statue Fernando Pessoas ist ein besonders beliebtes Fotomotiv für Besucher Lissabons.

## Galerie

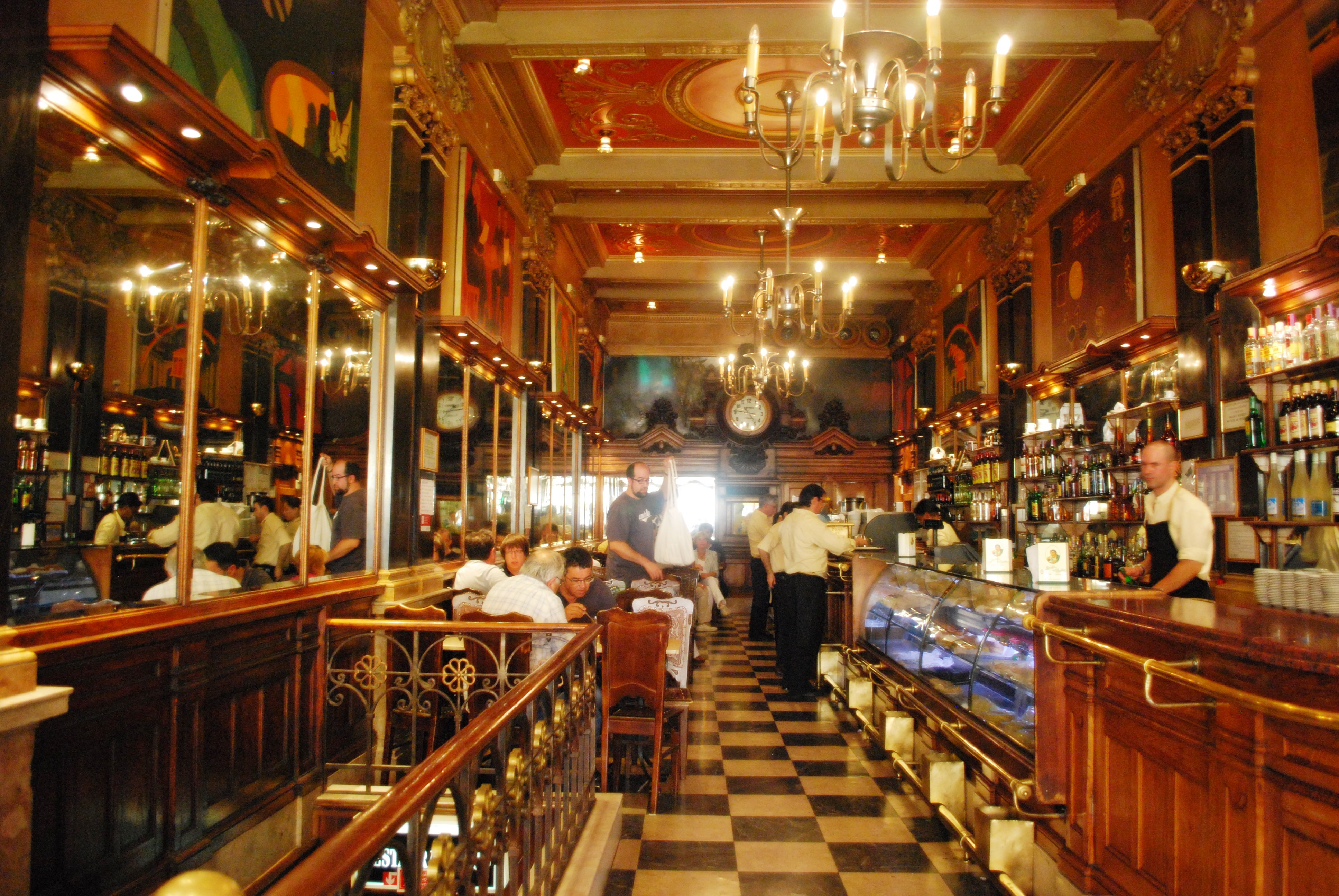
Im Café A Brasileira
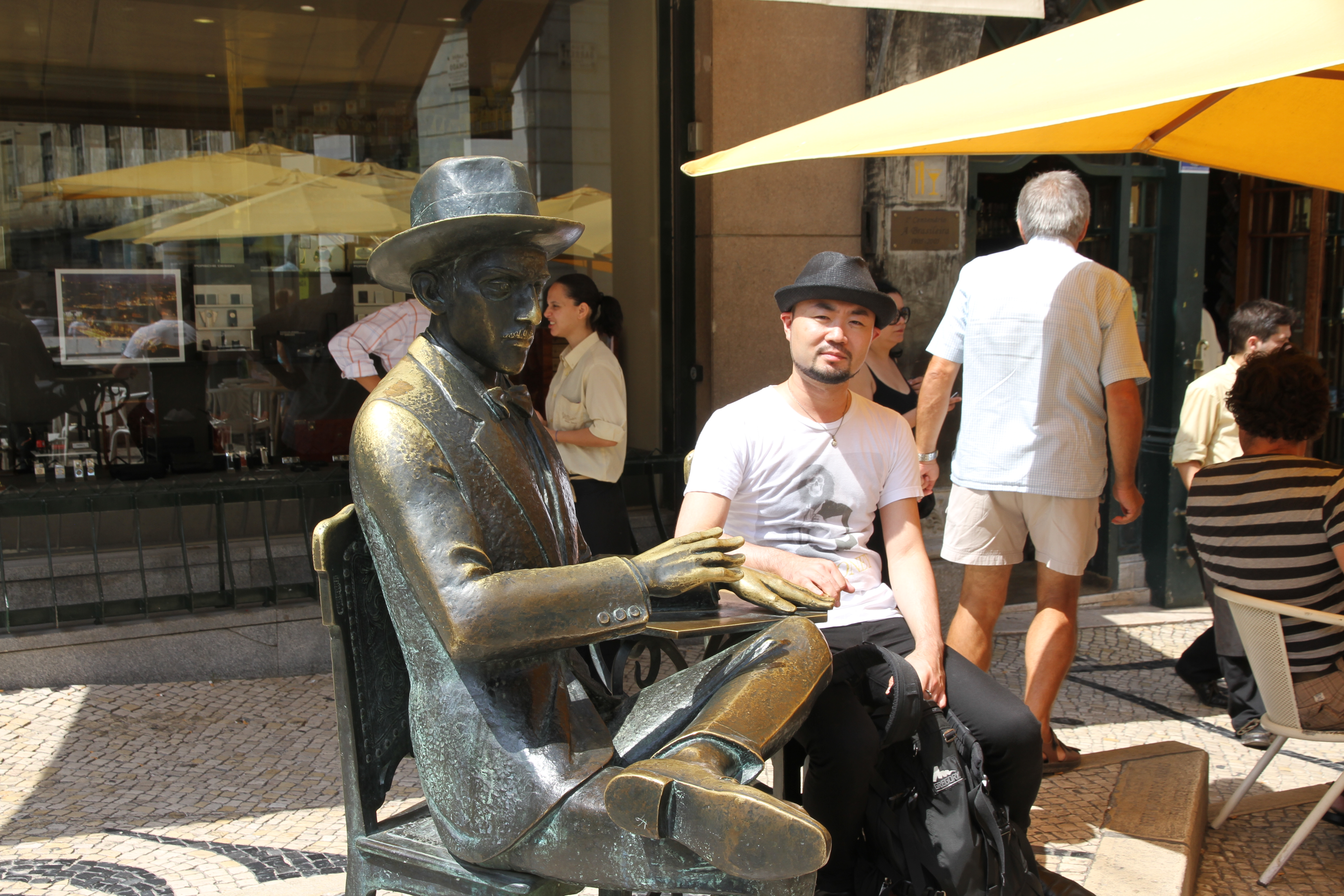
Beliebtes Touristenmotiv: die Pessoa-Statue vor dem Café
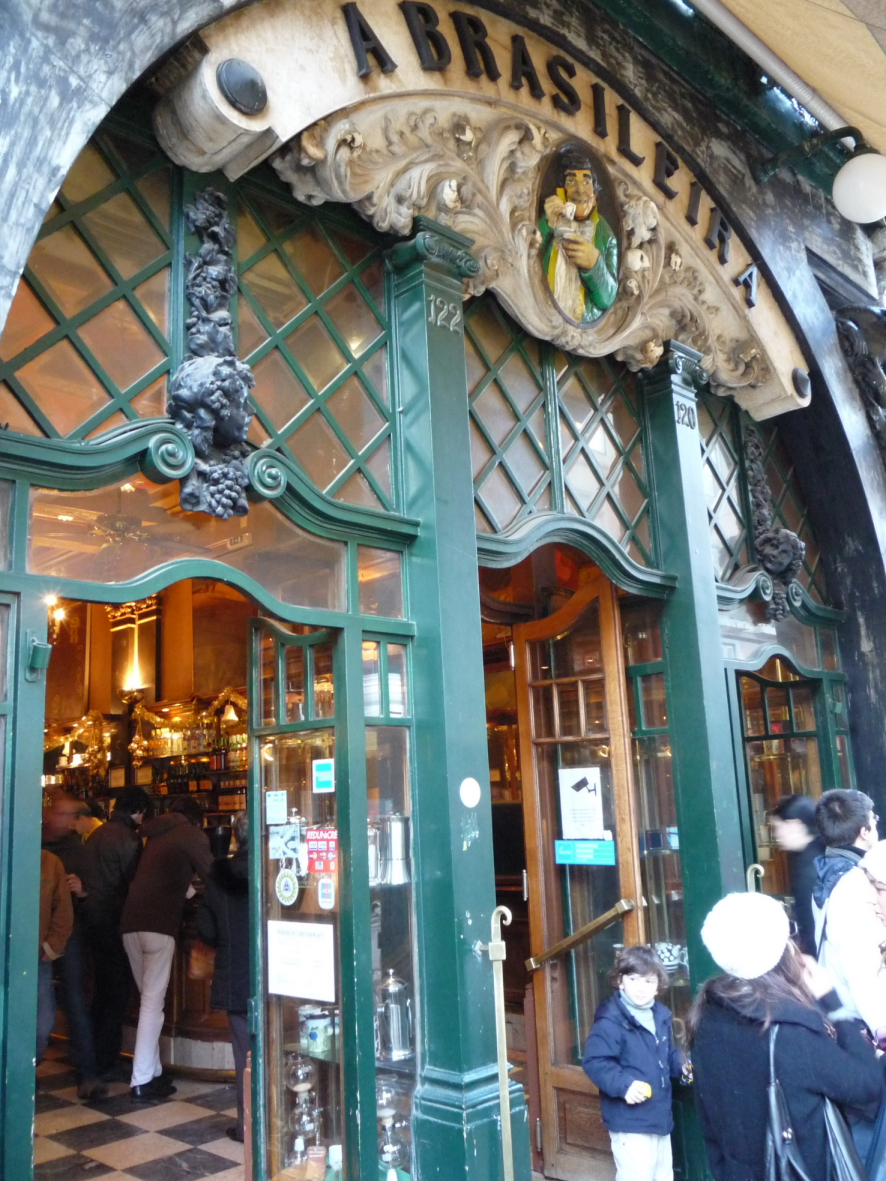
Details des Eingangsportals
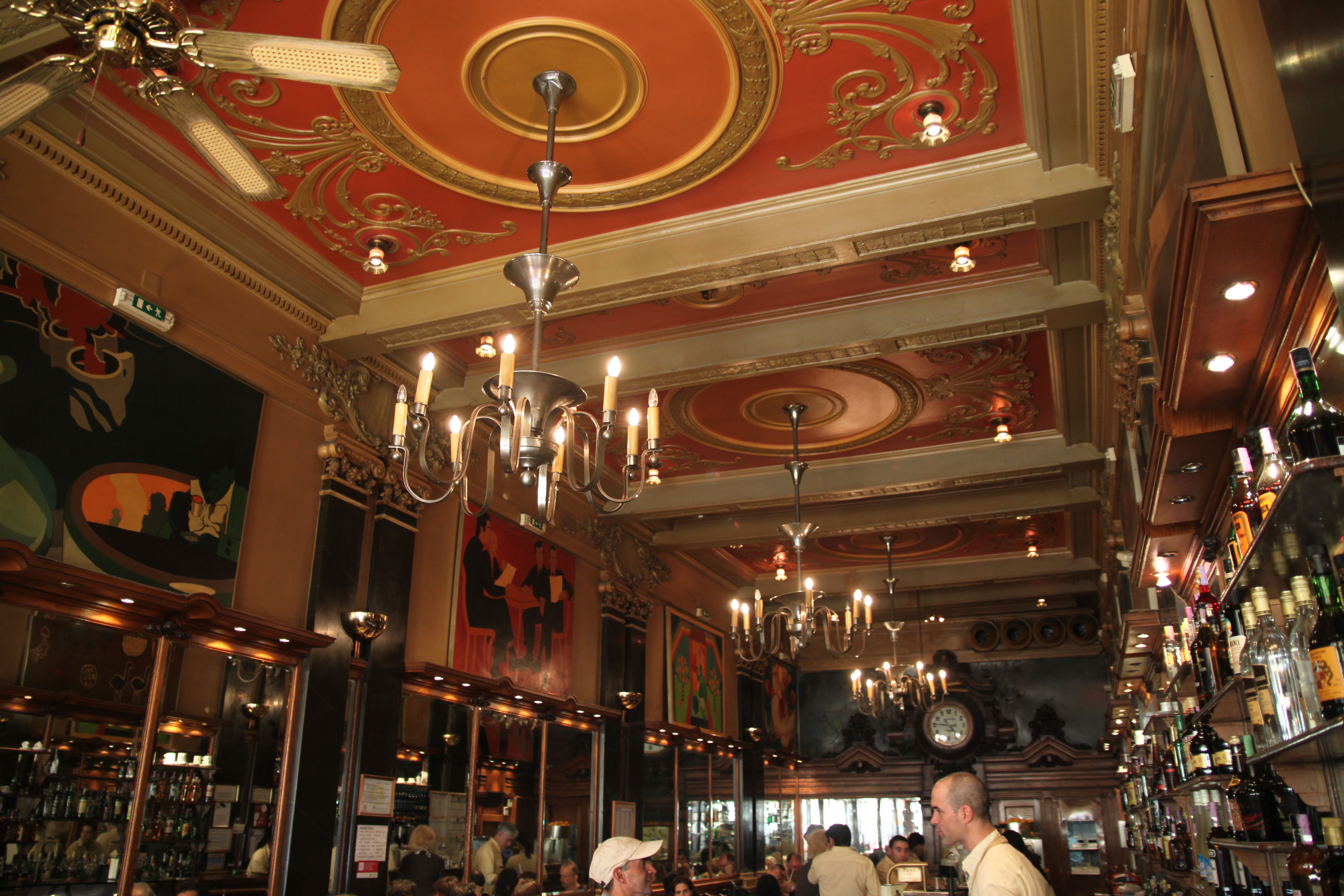
Decke im Café A Brasileira
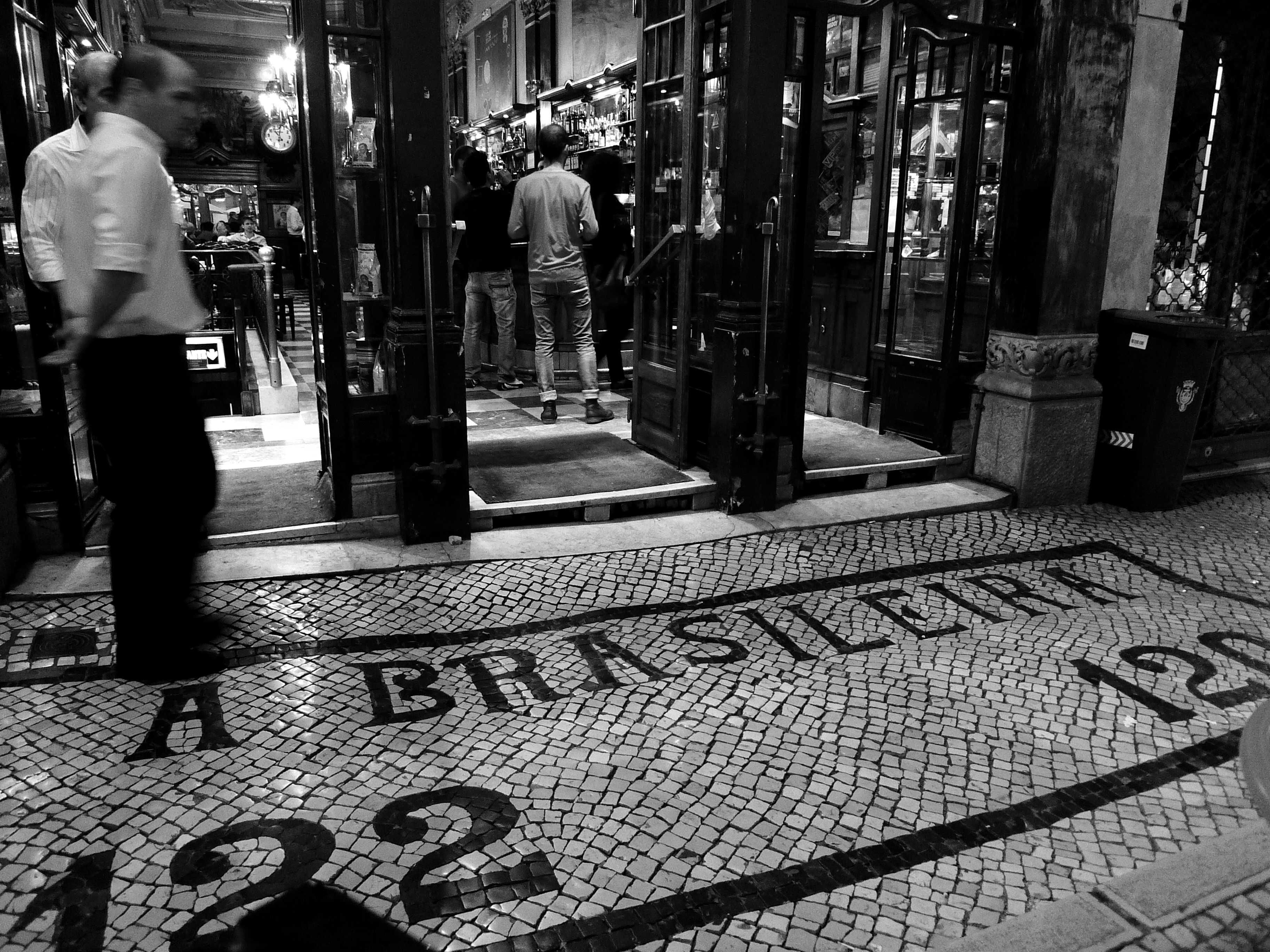
Calçada-Portuguesa-Straßenpflaster vor dem Café
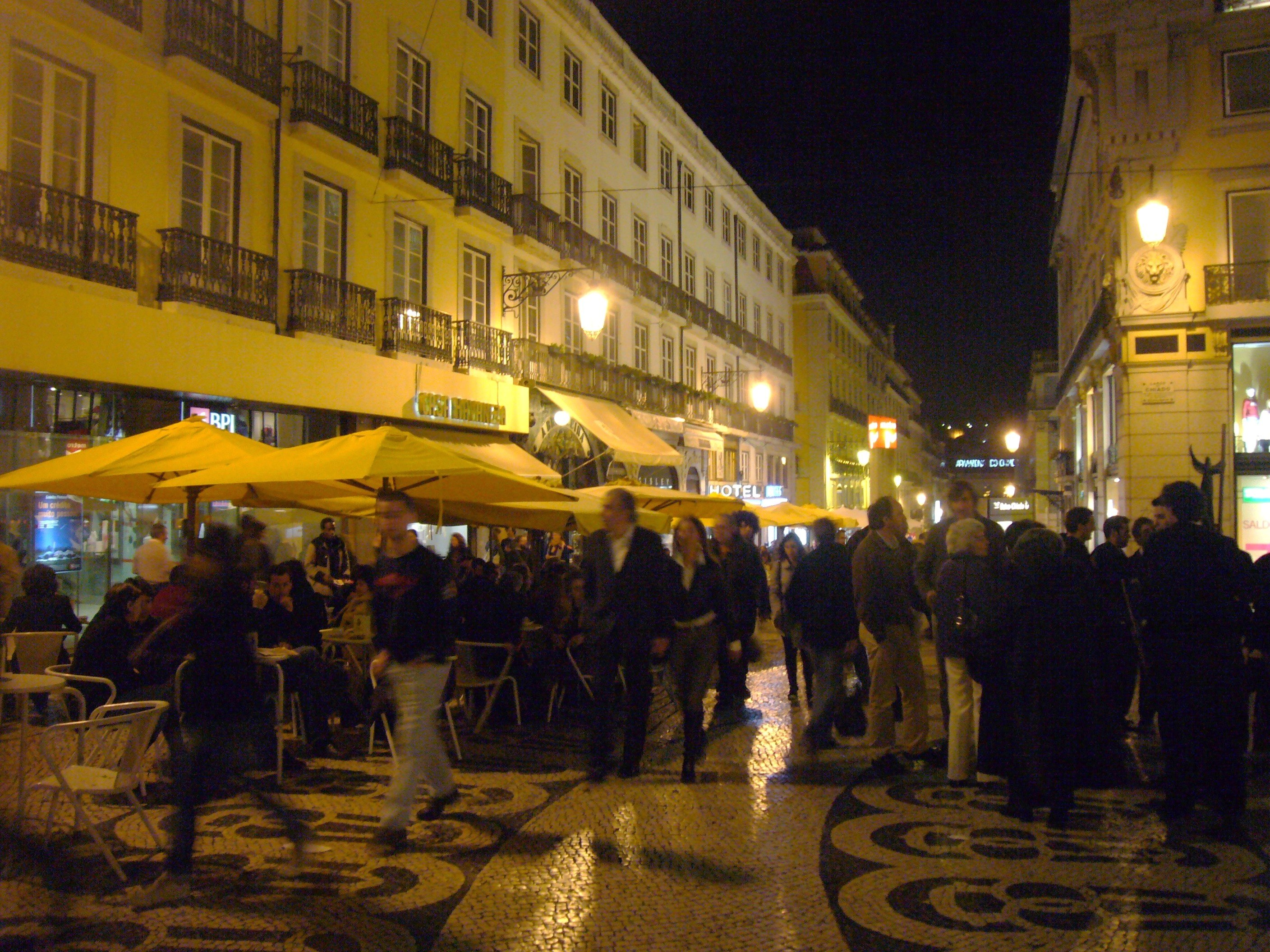
Valentinstag 2009 vor dem Café A Brasileira
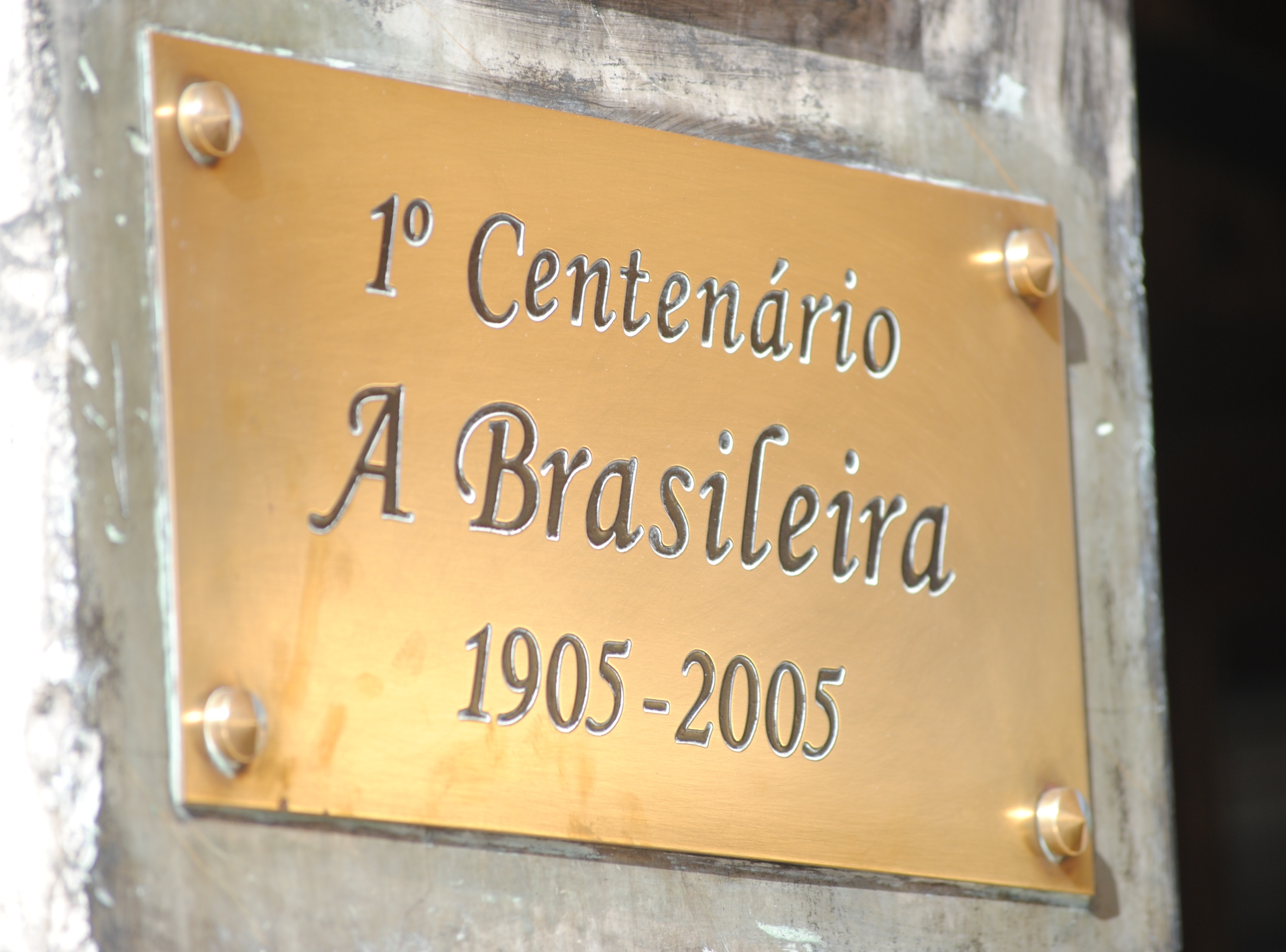
Gedenktafel zum 100. Jubiläum des Cafés